# Músculos intercostais
Os músculos intercostais são músculos que estão entre as costelas e fazem parte da mecânica respiratória. Sua origem fica na margem inferior da costela e a inserção na margem superior da costela subjacente.

## Estruturas

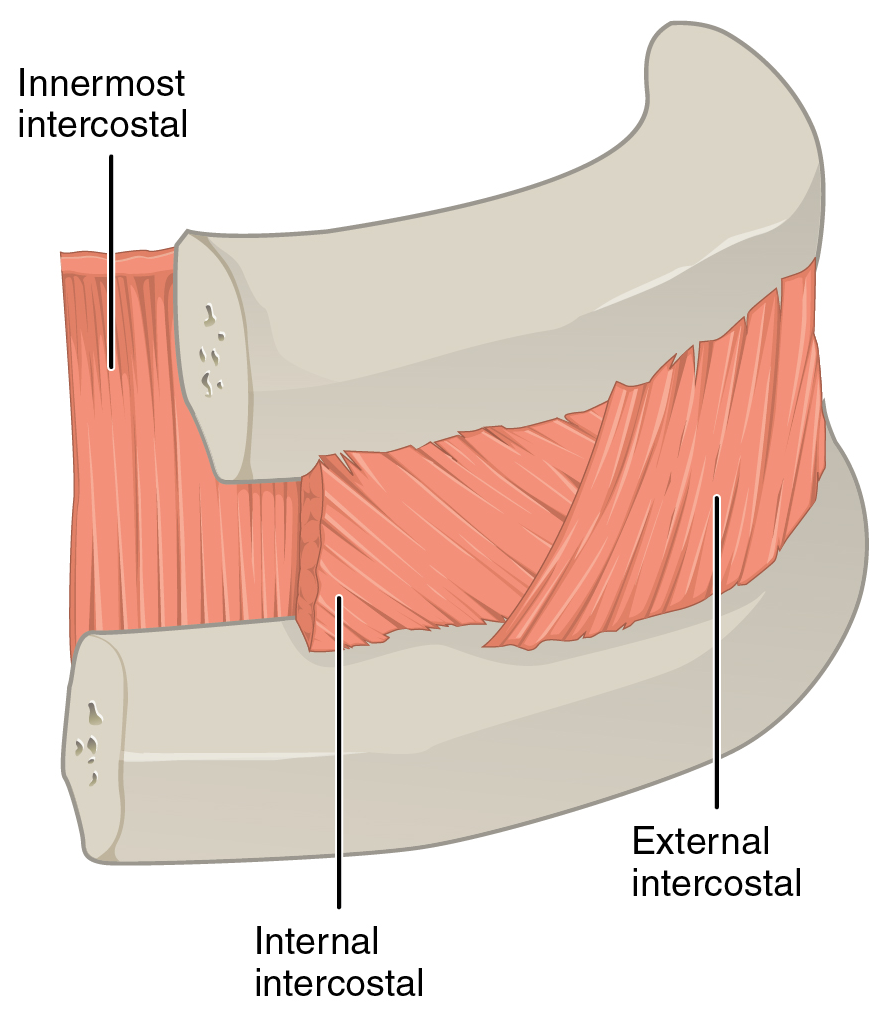
Um corte da parede torácica mostrando as três camadas de músculos intercostais - a partir da parede esquerda.

São divididos em músculos intercostais internos, intercostais externos e intercostais íntimos.
Músculos intercostais externos: Quando contraídos possuem ação de elevação das costelas promovendo o movimento de “alça de balde”. Aumenta o diâmetro ântero posterior e lateral do tórax, levando a inspiração forçada.
Músculos intercostais internos: Traciona as costelas para baixo e em direção ao eixo, promove o movimento contrario ao "alça de balde" das costelas. Assim sendo importante para a expiração ativa.
Músculos intercostais íntimos: Situados em camadas mais profundas em relação aos intercostais internos. Este, por sua vez, é composto por:
- Músculo Transverso do Tórax

- Músculos Esternocostais

- Músculos Subcostais

## Referencias
1. ↑  T. Hansen, John (2010). «3». Netter anatomia Para Colorir 1st ed. Rio de Janeiro: Elsevier. 90 páginas
2. ↑  Macêdo, Patricia Rieken (2009). Fisiologia respiratória aplicada. Rio de Janeiro, RJ: Guanabara Koogan